# Martin Roumagnac
Martin Roumagnac is een Franse film van Georges Lacombe die werd uitgebracht in 1946.

## Samenvatting
In een Frans provinciestadje baten de elegante en mondaine Blanche Ferrand en haar oom een vogel- en zaadwinkel uit. Blanche is duidelijk niet gemotiveerd noch geïnteresseerd in haar werk en droomt van een ander leven. Op een avond, als ze weer eens een frisse neus wil halen, komt ze terecht in een druk bijgewoonde bokswedstrijd waar ze Martin Roumagnac, een bekende plaatselijke bouwaannemer, ontmoet. Die is van meet af aan overdonderd door haar knappe verschijning. Na enkele ontmoetingen is hij hals over kop verliefd op haar. Het komt tot een passionele relatie. 
Om indruk op Blanche te maken bouwt hij een villa voor haar. En dit ondanks het feit dat hij in geldnood zit. Hij is bereid alles te doen voor Blanche. Blanche is eigenlijk een femme fatale met een frivool en avontuurlijk verleden die ook andere aanbidders heeft, onder meer een rijke consul die na de dood van zijn zieke vrouw met haar wil trouwen. Wanneer een van Martins arbeiders om het leven komt dreigt het faillissement want hij heeft de verzekeringspremies voor zijn personeel niet betaald.  

## Rolverdeling
| Acteur            | Personage                                         |
| ----------------- | ------------------------------------------------- |
| Jean Gabin        | Martin Roumagnac                                  |
| Marlene Dietrich  | Blanche Ferrand, de avonturierster                |
| Jean d'Yd         | de oom van Blanche                                |
| Daniel Gélin      | de jonge studiemeester die verliefd is op Blanche |
| Marcel Herrand    | meneer de Laubry, de consul                       |
| Margo Lion        | Jeanne Roumagnac, de zuster van Martin            |
| Marcel Pérès      | Paulo, de werfleider                              |
| Charles Lemontier | meneer Bonnemain, de cafébaas                     |
| Henri Poupon      | meneer Gargame, de promotor                       |
| Lucien Nat        | meneer Rimbaut, de assistent van de burgemeester  |